# Schizothorax waltoni
Schizothorax waltoni är en fiskart som beskrevs av Regan, 1905. Schizothorax waltoni ingår i släktet Schizothorax och familjen karpfiskar. IUCN kategoriserar arten globalt som livskraftig. Inga underarter finns listade i Catalogue of Life.